# Cuiambuca borborema
Espèce
Cuiambuca borborema est une espèce d'araignées aranéomorphes de la famille des Sparassidae.

## Distribution
Cette espèce est endémique d'Alagoas au Brésil,. Elle se rencontre vers Murici.

## Description
La femelle holotype mesure 7,9 mm.

## Systématique et taxinomie
Cette espèce a été décrite par Rheims en 2023.

## Étymologie
Son nom d'espèce lui a été donné en référence au lieu de sa découverte, Planalto da Borborema.

## Publication originale
- Rheims, 2023 : « Cuiambuca gen. nov., a new genus of Sparianthinae spiders (Araneae: Sparassidae) from Brazil. » European Journal of Taxonomy, vol. 856, p. 152-169 (texte intégral).